# Amanita cinctipes
Amanita cinctipes é um fungo que pertence ao gênero de cogumelos Amanita na ordem Agaricales. Foi descrito cientificamente pela primeira vez em 1962 por Corner e Bas.